# Atelierhaus der Akademie der bildenden Künste Wien

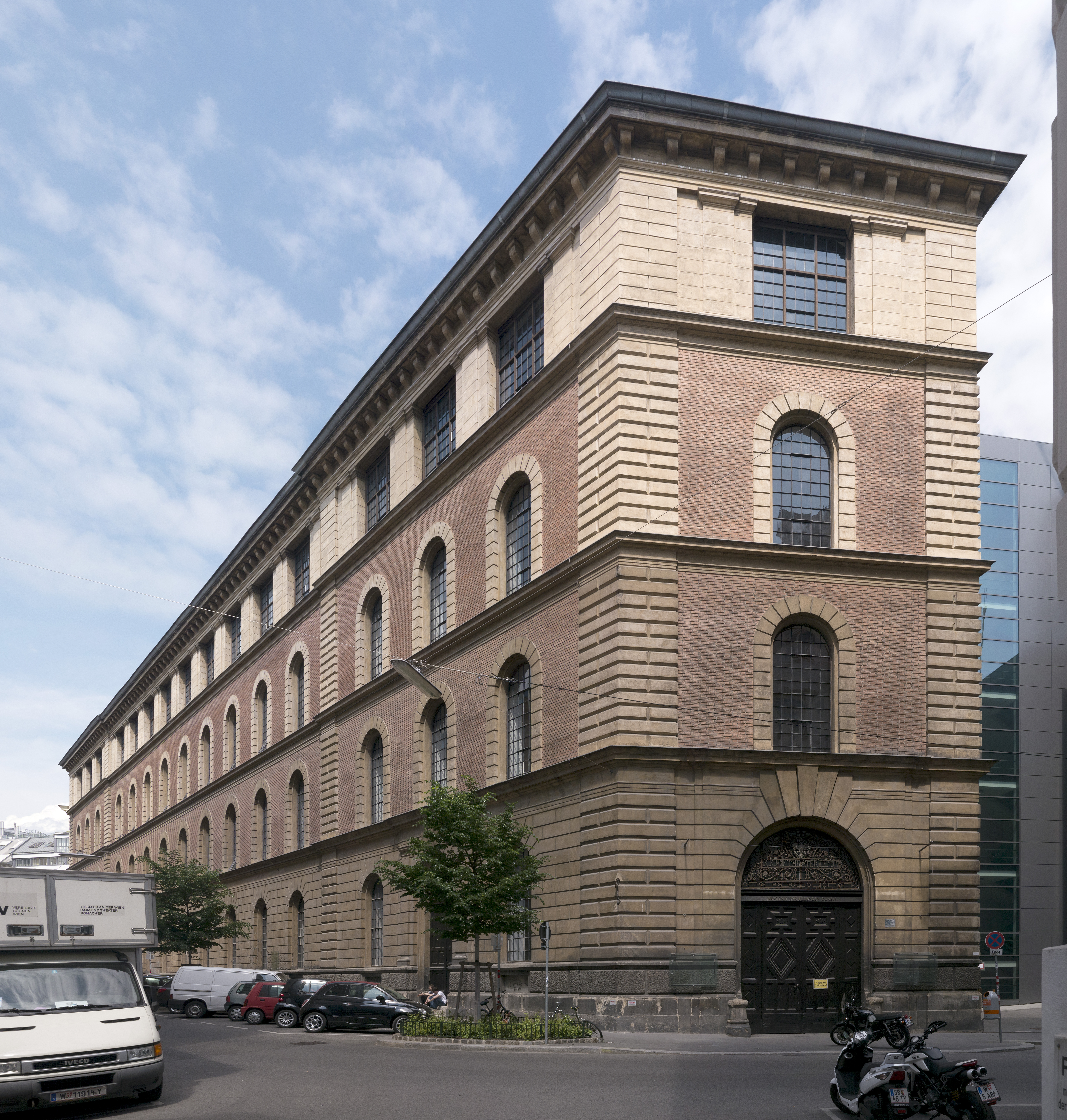
Das Atelierhaus der Akademie der bildenden Künste Wien (ehemals Semperdepot)

Das Atelierhaus der Akademie der bildenden Künste Wien (ehem. Semperdepot, davor k.k. Hoftheater-Kulissendepot bzw. Decorations-Depot für die k.k. Hoftheater) wurde 1874 bis 1877 von den Architekten Gottfried Semper, nach dem es auch benannt war, und Carl Freiherr von Hasenauer erbaut und diente als Depot und Produktionsstätte für Theaterdekorationen und -kulissen. Es liegt in der Lehargasse 6–8 im 6. Wiener Gemeindebezirk Mariahilf.

## Geschichte

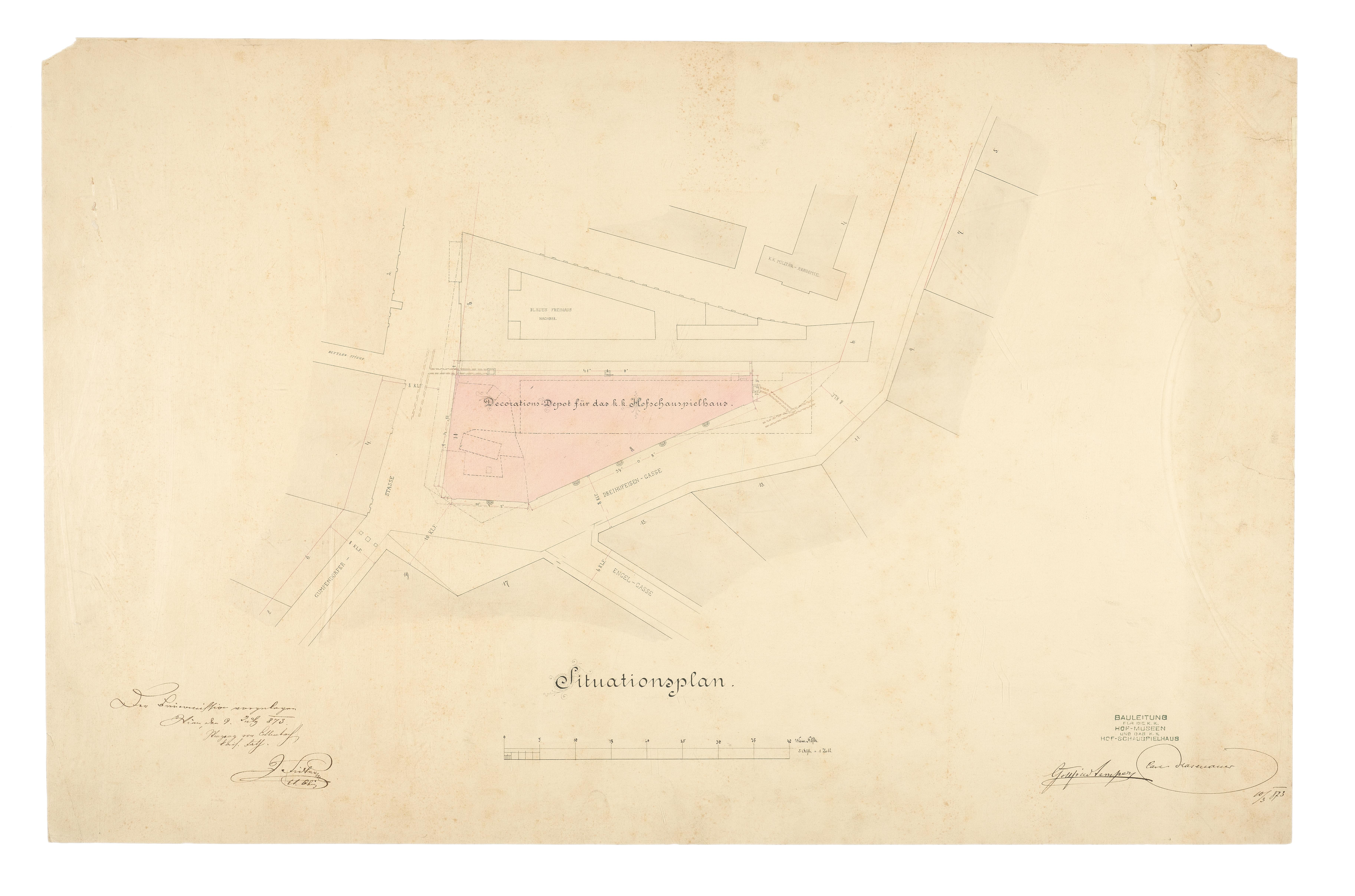
Situationsplan von Semper und Hasenauer, 1873

Nachdem der Architekt Gottfried Semper in Dresden 1838 bis 1841 das neue königliche Hoftheater errichtet hatte und nach dessen Abbrand ab 1871 auch den zweiten Bau der Semperoper geleitet hatte, kam er nach Wien, um hier mit Carl Freiherr von Hasenauer einige Gebäude zu errichten: u. a. das (in dieser Form nicht verwirklichte) Kaiserforum mit Hofburg und Natur- und Kunsthistorischem Museum, das Burgtheater und auch das Semperdepot. Es wurde zwischen 1874 und 1877 erbaut. In seiner ersten Phase diente das Gebäude hauptsächlich als Produktionsort und Bühnendepot für Theaterdekorationen und -kulissen, insbesondere für die Oper und das Burgtheater.
Nach dem Auszug der Theaterwerkstätten 1952 stand das Kulissendepot Mitte des 20. Jahrhunderts jahrzehntelang ungenutzt leer und war auch vom Einsturz bedroht, bis die Technische Universität Wien das Gelände für Erweiterungsbauten übernahm. Eine Planung für den Neubau von Institutsgebäuden rechnete bereits mit dem Abbruch des Kulissendepots. Das Bundesdenkmalamt lehnte ein Abbruchansuchen mit dem Hinweis auf die architekturhistorische Bedeutung des Objekts ab. Der Berufung des Eigentümers wurde jedoch in zweiter Instanz stattgegeben, weil die feuerpolizeilichen Probleme als unlösbar galten. So schien das Gebäude verloren, obwohl seine Denkmaleigenschaften nicht grundsätzlich in Frage gestellt worden waren.
Wenig später fand aber ein Meinungsumschwung statt, und das Professorenkollegium der Technischen Universität sprach sich einstimmig für eine Erhaltung aus. Dabei spielte der Architekt Ernst Hiesmayr, damals Rektor der TU-Wien, eine wichtige Rolle. Maßgeblich zur Rettung des Kulissendepots hat Friedrich Kurrent, damals Lehrstuhlinhaber an der TU-München, beigetragen, dem sehr daran gelegen war, dieses außergewöhnliche Bauwerk vor dem Abriss zu bewahren. Er hat die Untersuchung von Erhaltungsmöglichkeiten in technischer, wie auch in Hinsicht auf neue Nutzungsmöglichkeiten als Thema einer Sonderdiplomarbeit gestellt. Daraufhin entsandte zunächst der Lehrstuhl für Baugeschichte von Gottfried Gruben an der TU-München seine Assistentin Dipl.-Ing. Heike Fastje gemeinsam mit Studenten in das Kulissendepot, um dort umfangreiche Untersuchungen und eine Bauaufnahme anzufertigen. Die Unterlagen dieser Bauaufnahme dienten dann den Studenten Renate Heinemann, Hans-Jürgen Deisler und Hanno Höllfritsch als Grundlage bei der Ausarbeitung ihrer Diplomarbeit, die schließlich hervorragend bewertet und mit dem Schinkelpreis 1976 in der Sparte Hochbau ausgezeichnet wurde. Die Diplomanden untersuchten in ihren Arbeiten jeweils Nutzungsmöglichkeiten als Atelierhaus, Museum oder Bazar. Die Diplomarbeit wurde im Jahr 1977 auch in einer Ausstellung in der Hochschule für Angewandte Kunst der Öffentlichkeit vorgestellt. 
Fallweise fanden im Kulissendepot kulturelle Veranstaltungen statt. 1990 wurde das Bauwerk der Hochschule für Bildende Kunst überantwortet und 1990 begann der Architekt Carl Pruscha mit den Plänen für die Sanierung des Semperdepots. Mehr als 100 Jahre nach dem Bau begannen schließlich die Renovierungsarbeiten durch die Bundesimmobilien Ges.m.b.H. unter der Leitung von Wolfgang Baatz. In der Folge wurde das ehemalige Hoftheater-Kulissendepot für Zwecke eines Atelierhauses adaptiert und restauriert. Die Revitalisierung konnte 1995 mit einem Raumgewinn von 7.500 Quadratmetern zusätzliche Nutzfläche abgeschlossen werden.

## Architektur

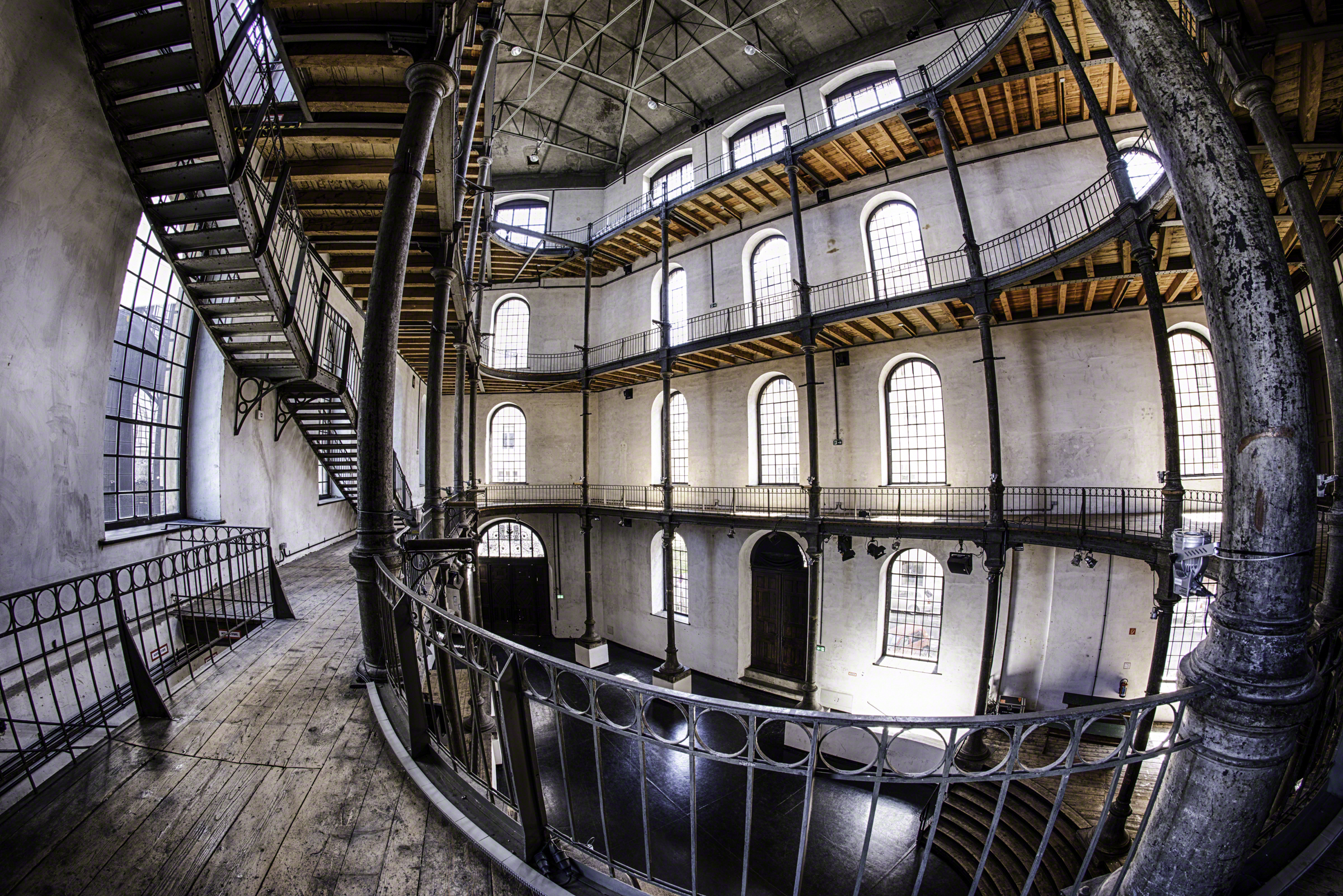
Semper-Depot Innenansicht

Das ehemalige K.k. Hoftheater-Kulissendepot ist der einzige erhaltene Nutzbau von Gottfried Semper in Wien und wurde im Stile des Wiener Historismus erbaut. Die lange Front an der Lehárgasse ist in Neorenaissance-Formen gestaltet. Für die Außenhaut wurde die Verwendung von Sichtziegelmauerwerk bevorzugt, wohingegen das Binnengerüst aus Gusseisenstürzen und Holzbalkendecken besteht. Die Architektur des Semperdepots hat einige ungewöhnliche Züge. Der Grundriss wird gezeichnet durch ein Dreieck, wobei dessen äußerste Spitze schräg abgeschnitten ist. Diese sonderbare Form resultiert aus der fächerförmigen Gestalt des Grundstückes. Das Innere ist durch eine Quermauer mit riesigen Türen in zwei Abschnitte geteilt. Das Schmalende des Gebäudes bildet der sogenannte Prospekthof. Dieser ist über alle vier Geschoße bis unter das Dach offen, und auf jedem Stockwerk befinden sich rundumlaufende Galerien, umstanden von den filigranen, sechs Meter hohen gusseisernen Säulen. Den zweiten Teil bilden die Hallen hinter der Quermauer. Die zwei durch eine weitere Mittelwand getrennten hallenartigen Räume werden von jeweils stockweise übereinander liegenden, drei Reihen der gusseisernen Säulen durchlaufen, die das Tragwerk der Decken bilden.
Während der Renovierung wurden entlang der Mittelmauer halbstöckige Leichtbaucontainer aufgestellt, die sowohl u. a. als Sanitärbereiche wie auch als Galerie für die Studenten dienen können. Ebenso kamen zwei neue Feuerstiegen hinzu und die Arbeitsräume für das Lehrpersonal wurden in allen Obergeschoßen untergebracht. So weit wie möglich wurde die natürliche Patina belassen und auch die Fassaden konnten unverfälscht erhalten bleiben.

## Heutige Nutzung

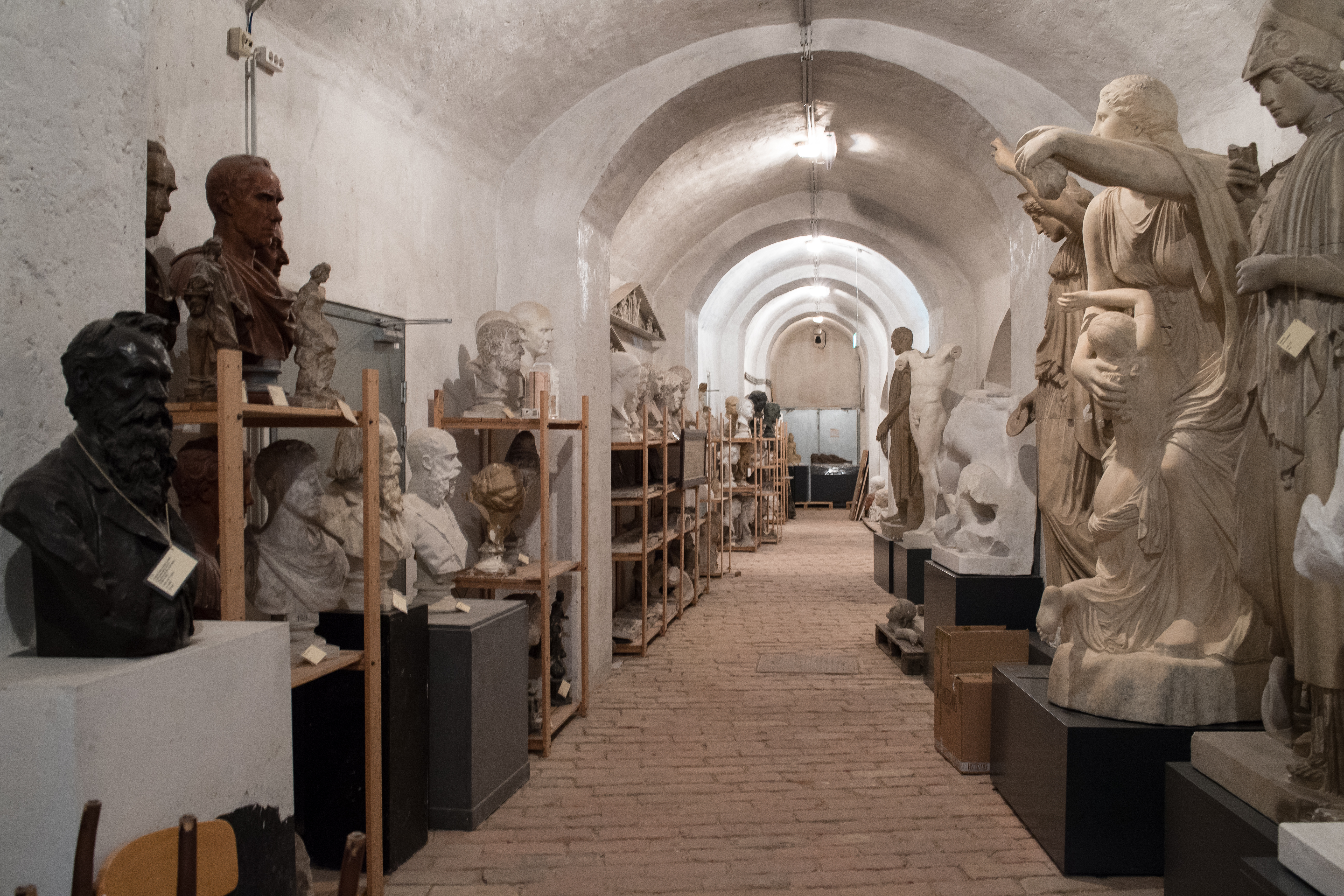
Glyptothek der Akademie der bildenden Künste Wien.

Das Depot wurde der Akademie der bildenden Künste überantwortet und ist heute das Atelierhaus der Akademie. Es wird auch für besondere Anlässe wie Festivals, Theater, Opern und Ausstellungen und auch als Sitzungsraum genutzt. Auch für viele weitere Ereignisse, wie zum Beispiel die Gesangsdarbietungen des BOKU-Chores, oder den Videodreh zu Robbie Williams Lied 'Lovelight' in der großen Halle im Rahmen seiner zwei Konzerte im August 2006, hat das Semperdepot als Kulisse hergehalten.
Seit 1989 beherbergt das Gebäude im Untergeschoß auch die Glyptothek der Akademie der bildenden Künste, die mit 450 verbliebenen Exponaten einen qualitätvollen Sammlungsbestand repräsentiert und nach Vereinbarung in Führungen besichtigt werden kann.

## Gedenktafel

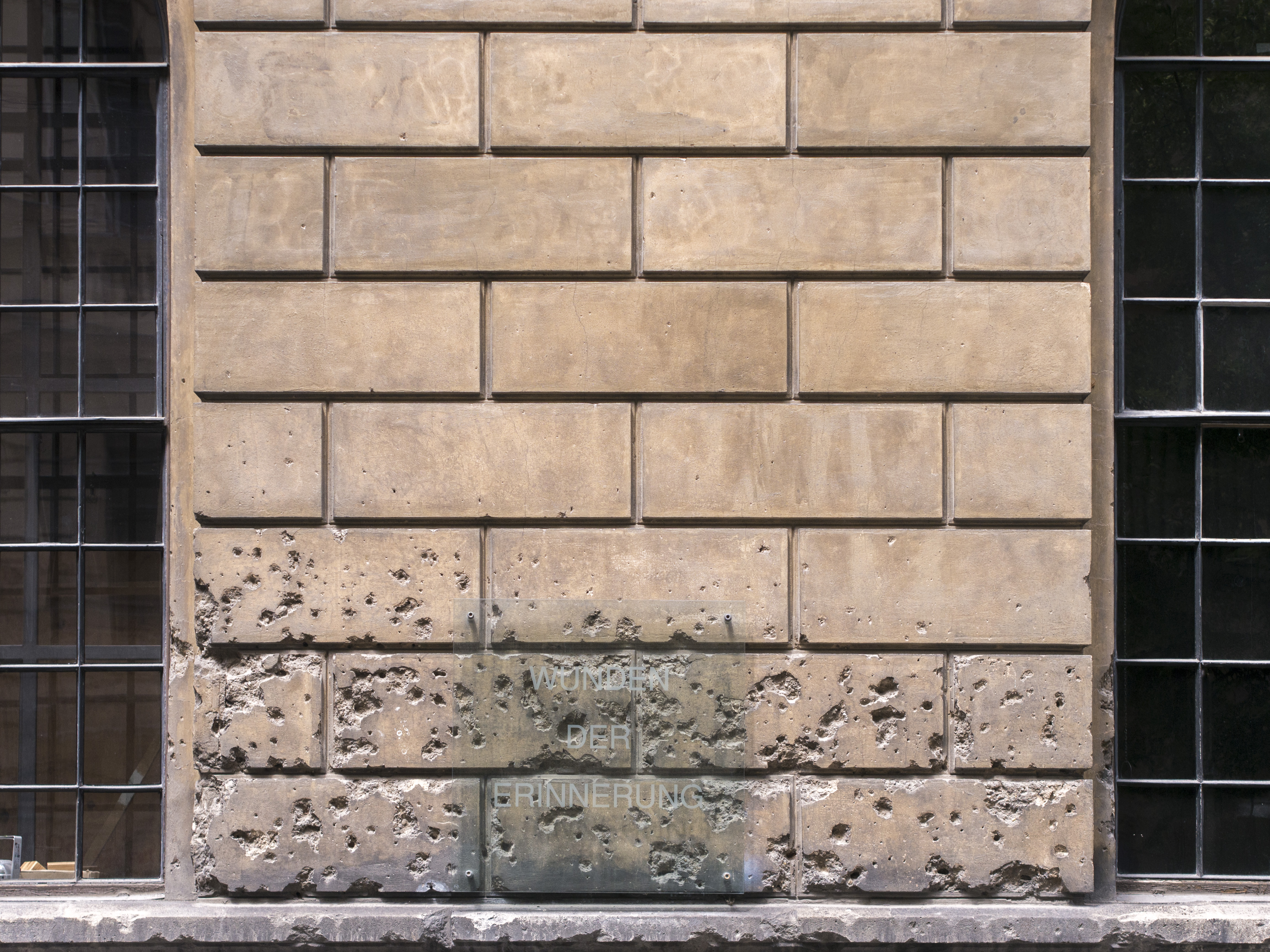
Semperdepot, „Wunden der Erinnerung“

An der Außenmauer zeugen Einschusslöcher, ausgeschlagene Ecken und Patina von der bewegten Vergangenheit des Gebäudes. Rund um ein Fenster im Erdgeschoß wurden Einschusslöcher erhalten und darüber eine Gedenktafel aus Plexiglas montiert. Sie trägt die Inschrift: WUNDEN DER ERINNERUNG. Sie wurde in den 1990er Jahren im Zuge der Adaptierung des Gebäudes und im Rahmen eines Projekts von Andreas von Weizsäcker und Beate Passow angebracht. Die Löcher in der Fassade sind Folgen des Beschusses durch die Rote Armee während der so genannten Schlacht um Wien im April 1945 – davon ist mit an Sicherheit grenzender Wahrscheinlichkeit auszugehen.

## Auszeichnungen
- Österreichischer Bauherrenpreis 1997